# E42 (gruppo musicale)
Gli E42 sono un gruppo rock italiano nato nel 2001 a Roma. Il nucleo del gruppo aveva precedentemente fatto parte degli Elettrojoyce con la pubblicazione di tre album (Elettrojoyce, 1996 - Elettrojoyce, 1998 - Illumina, 2000).
Nel 2004 il loro primo LP dal titolo “Libera” (anticipato da un EP “TheAlbumPart1”) è accolto con interesse dalla critica specializzata  ed inserito tra le nomination di Fuori dal Mucchio del mensile Mucchio Selvaggio per il miglior disco d'esordio indipendente italiano. Nel 2005 il videoclip del singolo Ex Flowback entra in rotazione sui canali di MTV Italia, vince il Premio MEI per il Miglior Montaggio ed il Premio Miglior Videoclip Indipendente nell'ambito del Giffoni Film Festival.
“Uomini Celesti” pubblicato nel febbraio 2010 è il loro secondo album .

## Formazione attuale
- Stefano Romiti
- Fabrizio D'Armini
- Enrico Belardi
- Tiberio Torelli
- Gianmarco Lai

## Discografia

### Album/EP
- 2010 - Uomini celesti (Cantoberon/Audioglobe)
- 2004 - Libera (Cantoberon/Self)
- 2003 - TheAlbumPart1 (Subhuman Records-Cantoberon/Self)

### Singoli
- 2011 - Una vita violenta
- 2010 - Le mille luci
- 2006 - Vuoi perderti?
- 2005 - Ex flowback
- 2004 - La notte di San Lorenzo

## Videoclip
- 2011 - Una vita violenta (regia di Cristiano Perricone)
- 2005 - Ex flowback (regia di Daniele Persica)